# Pesadelo

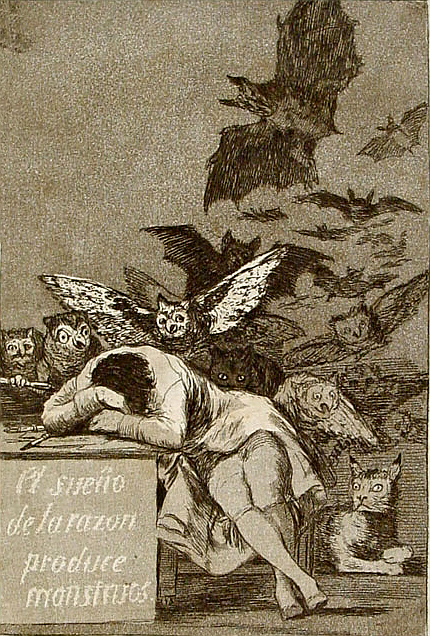
O sono da razão produz monstros

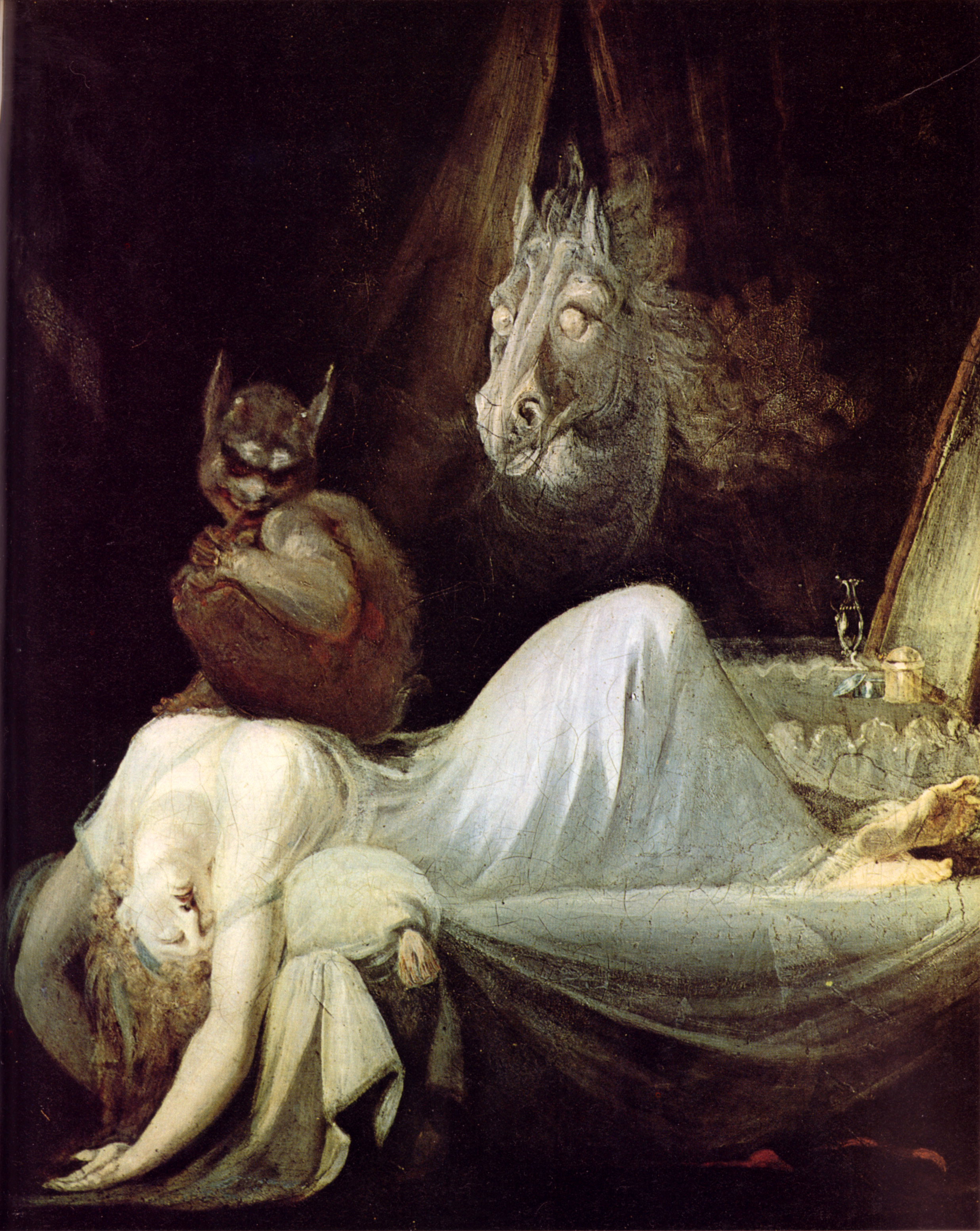
O Pesadelo (Henry Fuseli, 1802, Frankfurter Goethe-Museum, Frankfurt).

Pesadelo é um sonho penoso, às vezes com sensação de opressão torácica e dispneia, terminando por um despertar sobressaltado ou agitado e com ansiedade.
É uma perturbação qualitativa do sono, ou seja, um distúrbio que se passa na nossa cabeça enquanto dormimos (parasónia), na maior parte das vezes de origem psicoafetiva, embora não seja de excluir a sua etiologia comicial. Acontece quando seu cérebro cria uma situação e faz com que nós achemos uma solução.
A palavra nightmare, que em língua inglesa significa "pesadelo" dizia respeito, nos anos de 1600, exatamente a um demônio que vinha e sufocava as pessoas enquanto dormiam.
A fonte dos pesadelos são uma serie de pensamentos negativos que quando armazenados em grande escala tomam conta dos pensamentos enquanto se dorme em forma de imagens e sons criados pelo cérebro.[carece de fontes?]

## Indução medicamentosa
Alguma medicação, como a maioria dos antirretrovirais, como é o caso do Eviplera, são farmacologicamente conhecidos por induzirem sonhos anormais, tradicionalmente denominados de pesadelos.
Alguns antidepressivos surtem o mesmo efeito.